# Пальяра
Пальяра (итал. Pagliara) — коммуна в Италии, расположена в области Сицилия, в провинции Мессина.
Население составляет 1222 человека (2008 г.), плотность населения составляет 88 чел./км². Коммуна занимает площадь 14 км². Почтовый индекс — 98020. Телефонный код — 0942.
Покровителем коммуны почитается святой Себастьян, празднование 20 января.

## Демография
Динамика населения:

## Администрация коммуны
- Официальный сайт: http://www.comune.pagliara.me.it Архивная копия от 23 марта 2022 на Wayback Machine